# シルエット/PROMISE
「シルエット/PROMISE」（シルエット/プロミス）は、サリコの1作目のシングル。2022年4月24日にリリース。

## 概要
サリコの初のソロ名義シングルであり、両A面シングル。
収録曲の「PROMISE」について、矢島舞依や絵恋ちゃんなどのサポートギターを務めるギタリストのShinyAが参加している。
ディレクターとして、setzer（ex.MintJam、Round Turtlez）が参加。また、本作のミックス・マスタリングエンジニアには青木征洋を起用。Godspeed名義にてクレジットされている。
2022年8月8日、各種配信ストアでも配信を開始した。

## 収録曲
1. シルエット
作詞：Masahiro Yamamoto
作曲・編曲：ふずべぇ
  - SKYWAVE FM「平岡姉妹のおやすみ前に」2022年7月度 第一週目エンディングテーマ
2. PROMISE
作詞：Masahiro Yamamoto
作曲・編曲：Raychel
  - レインボータウンFM「ミュージックテラス★WANTED」2022年5月度 第二週目エンディングテーマ
  - 市川うららFM「プロジェクト・リーフェリア 虹の架け橋」2023年6月度 第四週目エンディングテーマ

## 参加ミュージシャン
- ふずべぇ：Guitar（#1）
- ShinyA：Guitar（#2）

## タイアップ
- SKYWAVE FM「平岡姉妹のおやすみ前に」2022年7月度 第一週目エンディングテーマ（#1）
- レインボータウンFM「ミュージックテラス★WANTED」2022年5月度 第二週目エンディングテーマ（#2）
- 市川うららFM「プロジェクト・リーフェリア 虹の架け橋」2023年6月度 第四週目エンディングテーマ（#2）